# Hevesi kistérség
A Hevesi kistérség egy kistérség volt Heves megyében Heves központtal. 2013. január 1-jétől az újjáalakult Hevesi járás vette át a szerepét.

## Települései
| Átány         | Boconád  | Erdőtelek        | Erk          | Heves    |
| Hevesvezekény | Kisköre  | Kömlő            | Pély         | Tarnabod |
| Tarnaméra     | Tarnaörs | Tarnaszentmiklós | Tarnazsadány | Tenk     |
| Tiszanána     | Zaránk   |                  |              |          |